# Anastasiya Taranova-Potapova
Pour les articles homonymes, voir Potapova.
Anastasiya Taranova-Potapova (en russe : Анастасия Валерьевна Потапова, Anastasia Valerievna Potapova), née le 6 septembre 1985, est une athlète russe spécialiste du triple saut. 

## Carrière
Elle fait ses débuts internationaux durant la saison 2003 en remportant les Championnats d'Europe junior 2003 de Tampere. Un an plus tard, à Grosseto, elle est sacrée championne du monde junior grâce à un bond à 13,94 m, devançant notamment la Chinoise Xie Limei. 
Le 8 mars 2009, Anastasiya Taranova-Potapova monte sur la plus haute marche du podium des Championnats d'Europe en salle de Turin grâce à sa performance de 14,68 m. 

## Palmarès
| Date | Compétition                    | Lieu     | Résultat | Marque  |
| ---- | ------------------------------ | -------- | -------- | ------- |
| 2003 | Championnats d'Europe juniors  | Tampere  | 1re      | 13,61 m |
| 2004 | Championnats du monde juniors  | Grosseto | 1re      | 13,94 m |
| 2007 | Championnats d'Europe espoirs  | Debrecen | 3e       | 13,99 m |
| 2009 | Championnats d'Europe en salle | Turin    | 1re      | 14,68 m |
| 2010 | Championnats du monde en salle | Doha     | 3e       | 14,40 m |